# 梅斯維爾 (阿肯色州)
梅斯維爾（英語：Maysville）是位於美國阿肯色州本頓縣的一個人口普查指定地區。根據2020年美國人口普查，該地共人口117人，而該地的面積約為6.10平方千米。

## 地理
梅斯維爾的座標為36°24′13″N 94°36′07″W / 36.40361°N 94.60194°W，而該地最高點為海拔高度318米（即1043英尺）。